# Kovács Iby
Kovács Iby (Mezőkovácsháza, 1934. január 24. – 2025. június 27.) magyar színésznő, operett primadonna.

## Életpályája
1950–1954 között a Színház- és Filmművészeti Főiskola hallgatója volt. Diplomaszerzése után a Fővárosi Operettszínház tagja lett. Vendégként játszott a Petőfi Színházban és a szolnoki Szigligeti Színházban is. 1985-től részt vett az Operettszínház külföldi turnéin. 1993-tól szabadfoglalkozású színművésznő. Fellépett a Turay Ida Színházban is.  
Első férje, főiskolai évfolyamtársa Szabó Gyulaszínművész volt, második férje Korda György énekes volt.

## Fontosabb színházi szerepei
- Violetta (Kálmán Imre: Montmartre-i ibolya)
- Lotti (Kálmán Imre: Marica grófnő)
- Cibulka (Molnár Ferenc: Riviéra)
- Fiametta; Peronella (Franz von Suppé: Boccaccio)
- Belotte (Leo Fall: Pompadour)
- Anna (Eisemann Mihály: Bástyasétány 77.)
- Irmike (Emőd Tamás–Török Rezső–Komjáthy Károly: Ipafai lakodalom)
- Maris (Boross Elemér–Mesterházi Lajos - Fényes Szabolcs–Romhányi József: Két szerelem)
- Aljenuska (I. Brauszevics–Karnauhova: Mese a tűzpiros virágról)
- Vuca (Semsei Jenő–Benedek András–Mikszáth Kálmán–Sárközi István: Szelistyei asszonyok)
- Kunigunda (Jékely Zoltán: Mátyás király juhásza)
- Kisasszony (Semsey Jenő–Szilágyi György: Békebeli háború)
- Antonia (Dale Wassermann–Joe Darion–Mitch Leigh: La Mancha lovagja)
- Rose (Charles Dickens–Kárpáthy Gyula: Twist Olivér)
- Mária (William Shakespeare: Lóvátett lovagok)
- Juno, istennő (Jacques Offenbach: Orfeusz az alvilágban)
- Berta;Julcsa (Lehár Ferenc: Cigányszerelem)
- Kapusnő (Hervé: Nebáncsvirág)
- Charlotte (Jacobi Viktor: Sybill)
- Boszorkány (Kacsóh Pongrác: János vitéz)
- Leila, Gül Baba leánya (Huszka Jenő: Gül Baba)
- Simonichné (Huszka Jenő: Mária főhadnagy)
- Christina (Huszka Jenő: Lili bárónő)
- Titkárnő (Heltai Jenő: Interjú)
- Mrs. Molly (Thornton Wilder–Michael Stewart–Jerry Herman: Hello, Dolly!)
- Holicáné (Eisemann Mihály: Zsákbamacska)

## Filmes és televíziós szerepei
- Csudapest (1962)